# Hrobky z Kogurjo
Hrobky z Kogurjo je společné označení komplexu třiceti hrobek v Severní Koreji, které pocházejí z království Kogurjo, jednoho ze tří království Koreje. Toto království existovalo mezi 1. stoletím před naším letopočtem do 7. stoletím našeho letopočtu na území dnešní severovýchodní Číny a severní části Korejského poloostrova.
V roce 2004 bylo všech těchto 30 hrobek zapsáno na Seznam světového dědictví UNESCO a byly vůbec první památkou přijatou na tento seznam pro KLDR. Pohřební místa se nachází v celkem dvanácti geograficky oddělených lokalitách v okolí Pchjongjangu a v provinciích Jižní Pchjongan, Nampcho a Jižní Hwanghe. Hrobky, mnohé s krásnými nástěnnými malbami, jsou skoro jedinými pozůstatky starověkého království Kogurjo. Tyto stavby byly vystavěny pro pohřbení králů, členů královské rodiny a aristokracie. Nástěnné malby nabízejí jedinečné svědectví z každodenního života tohoto období.